# IBM AIX
AIX('에이아이엑스'로 발음)는 IBM에서 개발한 운영 체제이다. 원래는 Advanced IBM Unix의 약자였으나 현재는 Advanced Interactive eXecutive의 약자로 바뀌었다. IBM사에서 자사의 워크스테이션인 IBM RTPC를 위해 개발한 일종의 유닉스 계열 운영 체제이다.

## 버전

### POWER/파워PC용
- AIX 7.2, 2015년 10월 5일
- AIX 7.1, 2010년 9월 10일
- AIX 6.1, 2007년 11월 9일
- AIX 5L 5.3, 2004년 8월 13일
- AIX 5L 5.2, 2002년 10월 18일
- AIX 5L 5.1, 2001년 5월 4일
- AIX 4.3.3, 1999년 9월 17일
- AIX 4.3.2, 1998년 10월 23일
- AIX 4.3.1, 1998년 4월 24일
- AIX 4.3, 1997년 10월 31일
- AIX 4.2.1, 1997년 4월 25일
- AIX 4.2, 1996년 5월 17일
- AIX 4.1.5, 1996년 11월 8일
- AIX 4.1.4, 1995년 10월 20일
- AIX 4.1.3, 1995년 7월 7일
- AIX 4.1.1, 1994년 10월 28일
- AIX 4.1, 1994년 8월 12일
- AIX 4.0, 1994년
- AIX 3.2 1992년
- AIX 3.1
- AIX 3.0, 1990년 2월

### IBM PS/2용
- AIX PS/2 v1.1, 1989년
  - 최신 버전은 1992년에 나온 1.3

### IBM 6150 RT용
- AIX v1.0, 1986년
- AIX v2.0
  - 최신 버전은 2.2.1.